# 1939 în informatică
- 1938 în informatică — 1939 în informatică — 1940 în informatică

1939 în informatică a însemnat o serie de evenimente noi notabile:

## Evenimente
- 1 ianuarie: într-un garaj din Palo Alto, California este fondată compania Hewlett-Packard de către William Hewlett și David Packard.

- 1 noiembrie:  Bell Labs Model 1, primul calculator cu relee, capabil să execute calcule cu privire la distanțe

- John Vincent Atanasoff și Clifford E. Berry de la Universitatea de Stat din Iowa încep dezvoltarea Calculatorului Atanasoff–Berry (Atanasoff–Berry Computer, ABC),

- La laboratoarele Endicott de la IBM începe dezvoltarea mașinii Harvard Mark I, cunoscut oficial sub numele de Automatic Sequence Controlled Calculator (Calculator Controlat cu Secvență Automată)[1]

## Nașteri
- 24 septembrie: Jacques Vallée, informatician[2] francez, autor, ufolog și fost astronom

- 29 decembrie: Grigor Moldovan, matematician și informatician român, notabil pentru activități didactice și științifice de pionierat în domeniul informaticii românești[3]